# عبد الله بن حمزة (المنصور بالله)
 المنصور بالله عبد الله بن حمزة  (24 فبراير 1166 - 21 أبريل 1217) كان إمام الزيدية في اليمن من 1187 إلى 1217.

## نسبه
أبو محمد عبد الله بن حمزة بن سليمان بن حمزة بن علي بن حمزة بن أبي هاشم الحسن بن عبد الرحمن بن يحيى ابن أبي محمد عبد الله بن الحسين بن القاسم بن إبراهيم بن إسماعيل بن إبراهيم بن الحسن بن الحسن بن علي بن أبي طالب 

## الخلفية
ولد في 24 فبراير 1166 الموافق 21 ربيع الآخر 561 هجرية في عيشان بمحافظة ذمار حالياً. والده الإمام حمزة بن سليمان وأمه زينب بنت إبراهيم. كان سليل الجيل الخامس من أحفاد الإمام المحتسب المجاهد حمزة. تلقى علومه الدينية صغيراً ودرس الأدب وكتب أهل الأخبار وكان شاعراً متمكناً. يحتل عبد الله بن حمزة مكانة مميزة في الأوساط الزيدية وتذكره كتب التراث الزيدية بكثير من التبجيل، وهو في الوقت ذاته أحد أكثر الأئمة إثارة للجدل لما رافق فترة إمامته من أحداث أبرزها موقفه من فرقة دينية اسمها «المطرفية» والأيوبيين.

## الإمامة
كان التهديد الرئيسي ضد الزيدية من الدولة الأيوبية التي غزت اليمن عام 1173. كانت صنعاء في يد السلطان علي بن حاتم الذي تغير موقفه من الأيوبيين بين الخضوع والمقاومة. في سبتمبر 1187 أعلن عبد الله الإمامة وتلقب بلقب «المنصور بالله». أنشأ مقر إقامته في صعدة. بعث رسوله إلى غیلان وديلم في بلاد فارس يأمرهم أن تقرأ الخطبة باسمه بين الزيدية هناك، كما كان يتمتع ببعض النفوذ في الحجاز. تبنى عبد الله مواقف حادة اتجاه المخالفين فأباد فرقة المطرفية وكفر الأيوبيين ورماهم بالالحاد والزندقة.
استعاد الإمام المنصور بالله صنعاء عام 1197 وهزم تحالف معز الدين إسماعيل الأيوبي، وانضم أحد قادة الجند الأيوبيين لقوات الإمام. في 1198 سار جيش أيوبي جديد نحو صنعاء لكنه هزم من قبل القوات الزيدية في ذمار. في عام 1205 وقع اتفاق سلام مع الأيوبيين لم يدم سوى عامين تقريبا. اندلع قتال خطير في 1215 وهذه المرة تم القبض على عدد من معاقل الزيديين في الشمال. انسحب المنصور عبد الله إلى كوكبان حيث تموضع في موضع قوي. عقدت اتفاقية سلام جديدة بين الزيديين والأيوبيين في 1216 ولكن تم استئناف القتال بعد فترة قصيرة. المعارك لم تكن حاسمة وانتهت الحرب بوفاة الإمام في كوكبان في 1217. بعد وفاته تم تقسيم المجتمع الزيدي بين اثنين من الأئمة المتنافسين وهما ابنه الناصر محمد بن عبد الله والمعتضد يحيى بن الحسن.